# Varanus salvadorii
Varanus salvadorii là một loài thằn lằn trong họ Varanidae. Nó là loài kỳ đà lớn nhất New Guinea, và được xem là một trong những loài thằn lằn dài nhất thế giới, có thể đạt tới 244 cm (8,01 ft), và trong vài trường hợp hiếm có thể dài hơn cả rồng Komodo. Nó là thành viên duy nhất của phân chi Papusaurus. V. salvadorii sống trên cây với cơ thể màu lục đen với sọc vàng, đuôi rất dài. Nó sống trong rừng ngập mặn và rừng mưa ven biển ở phần đông nam của đảo New Guinea, nó ăn động vật có vú nhỏ, chim, trứng, và xác thối trong tự nhiên. Sự phát triển và sinh sản của chúng ít được biết đến, và rất khó để sinh sản trong tình trạng giam cầm.